# Sterling (Kansas)
Sterling és una població dels Estats Units a l'estat de Kansas. Segons el cens del 2009 Estimate tenia 2.536 habitants.

## Demografia
Segons el cens del 2000, Sterling tenia 2.642 habitants, 819 habitatges, i 538 famílies. La densitat de població era de 718,4 habitants/km².
Dels 819 habitatges en un 29,9% hi vivien nens de menys de 18 anys, en un 55,3% hi vivien parelles casades, en un 8,1% dones solteres, i en un 34,2% no eren unitats familiars. En el 32% dels habitatges hi vivien persones soles el 17,2% de les quals corresponia a persones de 65 anys o més que vivien soles. El nombre mitjà de persones vivint en cada habitatge era de 2,34 i el nombre mitjà de persones que vivien en cada família era de 2,94.
Per edats la població es repartia de la següent manera: un 19,4% tenia menys de 18 anys, un 32,9% entre 18 i 24, un 17,3% entre 25 i 44, un 16,8% de 45 a 60 i un 13,5% 65 anys o més.
L'edat mediana era de 23 anys. Per cada 100 dones de 18 o més anys hi havia 77,3 homes.
La renda mediana per habitatge era de 35.282$ i la renda mediana per família de 40.739$. Els homes tenien una renda mediana de 32.381$ mentre que les dones 17.423$. La renda per capita de la població era de 13.229$. Entorn del 8,7% de les famílies i l'11,9% de la població estaven per davall del llindar de pobresa.

## Poblacions més properes
El següent diagrama mostra les poblacions més properes.